# 水薬師寺 (岐阜市)
水薬師寺（みずやくしじ）は岐阜県岐阜市加納にある薬師如来を本尊とする臨済宗妙心寺派（龍泉派光國院下）の寺院で、山号を水上殿と称する。美濃四国38番札所、東海四十九薬師霊場15番札所。
慶長17年（1613年）清水伊三郎が広江川（清水川）を遊泳していた際に川底で発見し、加納城主奥平忠政とその母亀姫が薬師如来を拾い上げた付近に光国寺の守護として浮御堂を設けたのが始まりである。元禄16年に堂を再建し、宝永2年（1705年）堂宇を河岸に移した。明治16年（1883年）に伽藍の立て直しを行うが、8年後の濃尾地震により倒壊して再建され、さらに岐阜空襲でも焼け落ちて再建されている。
本尊の薬師如来の他は日光菩薩や十二神将が祀られている。
7月20日と21日には清水川に灯篭を浮かべる水薬師祭りが行われる。